# Paul Queney
Paul Queney (Lyon 4e, 27 juillet 1905 - Boulogne-Billancourt, 3 février 1978) est un météorologue français de réputation internationale. Ce scientifique était un précurseur dans la modélisation numérique du temps à venir et il a fait avancer de manière décisive la météorologie en tant que science. Il fut un grand précurseur à la théorie sur les ondes de montagne et en particulier il fut le premier auteur à donner une explication claire à la formation des rotors. Ses travaux furent initialement assez peu cités mêmes s'ils furent reconnus sur le tard. Ainsi, il fut le premier scientifique à expliquer les ondes orographiques et ses résultats précédèrent de 13 ans les résultats désormais célèbres de Richard Scorer.

## Biographie
Paul Queney est né à Lyon en 1905. Il réussit le concours d'entrée à l'École normale supérieure à l'issue de laquelle il réussit le concours de l'agrégation. Il fut ensuite affecté en tant que météorologue adjoint à l'Institut de Météorologie et Physique du Globe de l'Algérie. Pendant ce temps, il préparait sa thèse sur l'influence du relief sur les éléments météorologiques qu'il soutint en 1936. Il fut ensuite nommé professeur à la Faculté des sciences de Paris, où il occupa la chaire de météorologie dynamique de l'atmosphère, et fonda en 1956 le Laboratoire de physique de la basse atmosphère, laboratoire devenu Laboratoire de météorologie dynamique par fusion en 1968 avec un groupe dirigé par le professeur Pierre Morel.

### Recherches sur les ondes orographiques et autres effets similaires
Les ondes orographiques sont particulièrement puissantes et ont provoqué de nombreux accidents aériens où les avions s'écrasaient contre les montagnes. À l'époque de Queney, les ondes orographiques n'étaient pas comprises par les pilotes et une légende voulait que l'altimètre et le variomètre étaient déréglés. Cependant il a développé une théorie qui s'est avérée valable mais qui fut alors peu connue dans le monde anglo-saxon. Cette théorie montrait clairement que les instruments de bord fonctionnaient.
Paul Queney publia ses résultats dans la thèse d'État intitulée « Recherches relatives sur l'influence du relief sur les éléments météorologiques » en 1936, soit 13 ans avant les travaux de Richard Scorer. La théorie développée est toujours d'actualité et est citée dans l'ouvrage de Jean-Marie Clément qui traite de l'exploitation des ondes orographiques en planeur pour effectuer de gigantesques vols (de l'ordre de 3 000 km). Ce livre donne accès à l'original de la thèse de Queney sous forme de document PDF. Queney a participé à la 5e conférence de l'organisation scientifique et technique du vol à voile en 1955 où il a présenté son papier précurseur sur la formation des rotors basé sur la théorie de l'œil de chat.
Ces rotors peuvent être plus violents que de gros cumulonimbus et ont déjà brisé plusieurs planeurs. Ce papier a eu un impact très limité et la communauté scientifique s'était totalement désintéressée du sujet jusqu'à ce que les recherches reprissent au début des années 2000 en utilisant des puissances de calcul considérables. En comparaison, l'explication de Queney est très simple et ne nécessite aucun ordinateur.
Grâce à un modèle très simplifié, Paul Queney démontra que par flux de nord-ouest, une dépression dynamique se forme sur le golfe de Gênes appelée dépression du golfe de Gênes (ou dépression ligure). Ainsi, par un vent de 40 nœuds, en supposant que l'épaisseur de la chaîne des Alpes est 200 km, alors, le déficit de pression sera 5,2 hPa ce qui correspond à peu près au creux barométrique mesuré par violent mistral en Basse Provence. En outre, le vent sera de secteur est sur la Côte d'azur.

### Enseignement et recherche
Paul Queney était titulaire d'une chaire prestigieuse à l'Université de Paris et n'a plus publié d'articles de recherche proprement dite. Cependant, il a participé à la rédaction d'un ouvrage de synthèse concernant la météorologie des montagnes auprès de l'organisation météorologique mondiale. Cet ouvrage est aussi (partiellement) disponible sur le site TopFly, l'URL du document étant documentée dans l'ouvrage précédemment cité. Il a aussi publié à la fin de sa vie (en 1974) un livre appelé « Éléments de météorologie ».
Il travailla sur d'autres sujets relatifs à la structure de l'atmosphère. Il fut le premier à reconnaître que la haute stratosphère est chaude à cause de l'absorption des rayons ultraviolets. Il nomma cette région « couche chaude ».
Il est aussi un précurseur de la prévision numérique du temps. Carl-Gustaf Rossby assembla une équipe de météorologistes (terme employé à l'époque) et de mathématiciens pour numériser les prévisions météorologiques. Ces recherches furent effectuées sous l'égide du Weather Bureau et de l'armée américaine. Rossby embaucha son ami Paul Queney qui était à l'époque directeur de l'Institut du globe de l'Université d'Alger. Cependant, Paul Queney quitta le projet en septembre 1947 en partie à cause de ses relations distantes avec John von Neumann et de sa maîtrise limitée de la langue anglaise. De plus, il fut reproché à Queney de développer des modèles « peu réalistes »,.

### Activités au sein d'organisations internationales
Paul Queney fut élu vice président de l'Association Internationale de Météorologie et des Sciences de l'Atmosphère  qui est une des branches de  l'Union géodésique et géophysique internationale au cours de la IXe assemblée générale de cette dernière. Cette élection eut lieu en août 1951. Nominalement, l'Académie des sciences est le représentant de la France au sein de cette organisation. Queney fut ensuite élu Président de la section 5 (météorologie) du Comité national français de géodésie de géophysique (qui dépend de l'UGGI) pendant la période 1964-1967. Le siège de ce comité est sis à l'Académie des sciences.
Ainsi, Paul Queney était un acteur influent de l'UGGI. Il fut noté au cours de la XIIe assemblée générale de l'Association Internationale de Météorologie et de Physique de l'Atmosphère, qu'il effectua une « communication sur le mécanisme de l'entretien de la circulation de la troposphère qui semble avoir suscité de l'intérêt ». Pour des raisons inconnues, Paul Queney n'a pas eu de relation particulière avec la Société météorologique de France.
Il participa aussi au comité consultatif de recherche sur la zone aride de l'UNESCO en tant que représentant de la France et qu'expert,.

### Rédaction d'ouvrages grand public
Paul Queney a participé à la rédaction de l'Encyclopédie de la Pléiade concernant le volume relatif à la géographie physique.

## Notoriété et prix
Il est maintenant reconnu que Paul Queney est le précurseur de la théorie des ondes orographiques. Des ouvrages faisant autorité, comme l'ouvrage de Cotton Storm and Cloud Dynamics,
reconnaissent clairement la paternité de la théorie à Paul Queney et non à Richard Scorer.
Paul Queney reçut plusieurs prix de la part de l'Académie des sciences. En particulier, il reçut le prix Gay en 1965
et le grand prix Jaffé en 1975, « Pour l’ensemble de ses travaux météorologiques, en particulier sur les ondes de relief. ».

### Note
1. ↑  L'affirmation que Paul Queney développait des modèles « peu réalistes » est contredite par son travail de pionnier en matière d'ondes orographiques qui lui valut une reconnaissance a posteriori de ses travaux comme évoqués dans l'ouvrage universitaire de William Cotton Storm and Cloud Dynamics qui explique clairement que Queney fut à l'origine de cette théorie[15]. Cette théorie fut aussi reprise par Jean-Marie Clément dans son ouvrage destiné aux vélivoles Danse avec le vent[6].